# هانس-هنینگ فاستریش
هانس-هنینگ فاستریش (آلمانی: Hanns-Henning Fastrich؛ زادهٔ ۲۳ اوت ۱۹۶۳) بازیکن هاکی روی چمن اهل آلمان است.